# Grant Hanley
Grant Hanley (Dumfries, 20 november 1991) is een Schots voetballer die doorgaans als centrale verdediger speelt. Hij verruilde Newcastle United in augustus 2017 voor Norwich City. Hanley debuteerde in 2011 in het Schots voetbalelftal.

## Clubcarrière

### Blackburn Rovers
Hanley speelde in de jeugd bij Queen of the South, Crewe Alexandra, Rangers en Blackburn Rovers. Op 18 december 2010 debuteerde hij voor Blackburn Rovers in de Premier League tegen West Ham United. Hij viel na 67 minuten in voor Phil Jones. Op 5 maart 2011 maakte hij zijn eerste doelpunt voor Blackburn Rovers, tegen Fulham op Craven Cottage. Op 31 december 2011 was Hanley basisspeler en scoorde hij de winnende 3-2 tegen lokale rivaal Manchester United, waarmee Blackburn tijdelijk van de laatste plek werd getild. Hij speelde 28 wedstrijden in alle competities maar de club degradeerde na elf jaar uit de Premier League.
In de Championship behield Hanley zijn basisplaats en vormde hij een duo met Scott Dann. Aan het einde van het seizoen, waarin Blackburn zeventiende eindigde, tekende hij voor vijf seizoenen bij de club. Toen Dann in januari 2014 naar Crystal Palace vertrok, werd Hanley aangewezen als de nieuwe aanvoerder. In vier seizoenen lukte het Hanley niet om te promoveren naar de Premier League. In totaal speelde Hanley 199 wedstrijden voor Blackburn Rovers, waarin hij goed was voor negen goals.

### Newcastle United
Op 21 juli 2016 tekende Hanley bij het net naar de Championship gedegradeerde Newcastle United, waar hij voor vijf seizoenen tekende. Hij ging het rugnummer vijf dragen, dat vorig seizoen werd gedragen door Georginio Wijnaldum. Hij maakte op 5 augustus tegen Fulham zijn debuut voor Newcastle. Op 13 september maakte hij tijdens een 6-0 overwinning op Queens Park Rangers zijn eerste doelpunt voor Newcastle. Hanley werd dat seizoen geen basisspeler en kwam tot zestien wedstrijden, maar werd wel kampioen met de club. Hij zou niet mee promoveren, het bleef bij één seizoen voor Hanley bij Newcastle.

### Norwich City
Op 30 augustus 2017 tekende Hanley voor vier jaar bij Norwich City. Daar maakte hij als invaller tegen Birmingham City op 9 september zijn debuut voor. Hoewel hij een noodoplossing was voor Norwich, dat veel blessures centraal achterin te verwerken had in het begin van het seizoen, werd hij al gauw een basisspeler bij Norwich. Hij was een van de drie centrale verdedigers naast Timm Klose en Christoph Zimmermann. Hij maakte op 17 maart 2018 in een 3-2 overwinning op Reading zijn eerste doelpunt voor Norwich, waarvoor hij 35 wedstrijden speelde in zijn eerste seizoen.
Aan het begin van het seizoen 2018/19 volgde Hanley Russell Martin op als nieuwe aanvoerder. Hij speelde de eerste zes wedstrijden en scoorde tegen West Bromwich Albion zijn eerste doelpunt van het seizoen, maar raakte vervolgens tijdens training geblesseerd. Daarna was hij zijn basisplaats kwijt, maar zag hij wel hoe Norwich kampioen van de Championship werd. Na zeven jaar mocht hij weer zijn opwachting maken in de Premier League, waarin Hanley dat seizoen vijftien wedstrijden speelde. Norwich eindigde als laatste dat seizoen en degradeerde direct.
Na een blessure die hem de eerste vier wedstrijden van het nieuwe Championship-seizoen kostte, zou hij geen wedstrijd meer missen en in totaal 44 wedstrijden spelen. Met Ben Gibson als centrale partner won hij voor de tweede keer in drie seizoenen de Championship. Hij eindigde tweede achter Emiliano Buendía in de strijd voor Norwich's Player of the Season. Vervolgens verlengde Hanley zijn contract tot de zomer van 2025.
Hij bleef met Gibson het centrale duo in de Premier League, maar zou opnieuw onderaan eindigen en direct weer promoveren. Hij werd opnieuw tweede in de stemming voor Player of the Season, achter Teemu Pukki. Vervolgens lukte het Norwich de twee seizoenen erop niet om terug te promoveren. In het seizoen 2023/24 speelde Hanley bovendien maar tien wedstrijden.

## Clubstatistieken
| Seizoen | Club             | Competitie     | Competitie | Competitie | Beker | Beker | Totaal | Totaal |
| Seizoen | Club             | Competitie     | Wed.       | Dlp.       | Wed.  | Dlp.  | Wed.   | Dlp.   |
| ------- | ---------------- | -------------- | ---------- | ---------- | ----- | ----- | ------ | ------ |
| 2009/10 | Blackburn Rovers | Premier League | 1          | 0          | 0     | 0     | 1      | 0      |
| 2010/11 | Blackburn Rovers | Premier League | 7          | 1          | 2     | 0     | 9      | 1      |
| 2011/12 | Blackburn Rovers | Premier League | 23         | 1          | 5     | 0     | 28     | 1      |
| 2012/13 | Blackburn Rovers | Championship   | 39         | 2          | 6     | 1     | 45     | 3      |
| 2013/14 | Blackburn Rovers | Championship   | 38         | 1          | 2     | 0     | 40     | 1      |
| 2014/15 | Blackburn Rovers | Championship   | 31         | 1          | 0     | 0     | 31     | 1      |
| 2015/16 | Blackburn Rovers | Championship   | 44         | 2          | 2     | 0     | 46     | 2      |
| 2016/17 | Newcastle United | Championship   | 10         | 1          | 6     | 0     | 16     | 1      |
| 2017/18 | Norwich City     | Championship   | 32         | 1          | 3     | 0     | 35     | 1      |
| 2018/19 | Norwich City     | Championship   | 9          | 1          | 1     | 0     | 10     | 1      |
| 2019/20 | Norwich City     | Premier League | 15         | 0          | 3     | 1     | 18     | 1      |
| 2020/21 | Norwich City     | Championship   | 42         | 1          | 2     | 0     | 43     | 1      |
| 2021/22 | Norwich City     | Premier League | 33         | 1          | 3     | 0     | 36     | 1      |
| 2022/23 | Norwich City     | Championship   | 39         | 1          | 2     | 0     | 41     | 1      |
| 2023/24 | Norwich City     | Championship   | 8          | 0          | 2     | 0     | 10     | 0      |
| Totaal  | Totaal           | Totaal         | 371        | 14         | 39    | 2     | 410    | 16     |

Bijgewerkt op 25 juni 2024.

## Interlandcarrière
Hanley maakte zijn officieuze debuut voor Schotland op het vierlandentoernooi in 2011 als invaller tegen Wales. Vier dagen later debuteerde hij als basisspeler tegen Noord-Ierland. Op 22 maart 2013 scoorde hij zijn eerste interlanddoelpunt in een WK-kwalificatiewedstrijd tegen Wales. Hanley werd op 7 juni 2024 door bondscoach Steve Clarke opgenomen in de Schotse selectie voor het EK 2024 in Duitsland. Schotland werd in de groepsfase uitgeschakeld na nederlagen tegen Duitsland (5–1) en Hongarije (0–1) en een gelijkspel tegen Zwitserland (1–1). Hanley kwam iedere wedstrijd in actie.

## Erelijst
| Competitie            | Aantal           | Jaren            |                  |                  |
| Newcastle United      | Newcastle United | Newcastle United | Newcastle United | Newcastle United |
| --------------------- | ---------------- | ---------------- | ---------------- | ---------------- |
| Kampioen Championship | 1×               | 2016/17          |                  |                  |
| Norwich City          |                  |                  |                  |                  |
| Kampioen Championship | 1×               | 2018/19          |                  |                  |

1 Gunn ·
3 Stacey ·
4 Duffy ·
5 Hanley  ·
6 Doyle ·
7 Sainz ·
8 Gibbs ·
9 Sargent ·
10 Barnes ·
11 Marcondes ·
12 Long ·
14 Chrisene ·
16 Fassnacht ·
17 Crnac ·
18 Amankwah ·
19 Sørensen ·
20 Ben Slimane ·
21 Gordon ·
23 McLean ·
25 Hernández ·
26 Núñez ·
29 Schwartau ·
33 Córdoba ·
35 Fisher ·
37 Mair ·
40 Hills ·
41 Forsyth ·
50 Warner ·
Coach: Thorup
· Assistent-coach: Riddersholm
1 Marshall ·
2 O'Donnell ·
3 Robertson  ·
4 McTominay ·
5 Hanley ·
6 Tierney ·
7 McGinn ·
8 McGregor ·
9 Dykes ·
10 Adams ·
11 Christie ·
12 Gordon ·
13 Taylor ·
14 Fleck ·
15 Gallagher ·
16 Cooper ·
17 Armstrong ·
18 Turnbull ·
19 Nisbet ·
20 Fraser ·
21 McLaughlin ·
22 Patterson ·
23 Gilmour ·
24 Hendry ·
25 Forrest ·
26 McKenna ·
Coach: Clarke
1 Gunn ·
2 Ralston ·
3 Robertson  ·
4 McTominay ·
5 Hanley ·
6 Tierney ·
7 McGinn ·
8 McGregor ·
9 Shankland ·
10 Adams ·
11 Christie ·
12 Kelly ·
13 Hendry ·
14 Gilmour ·
15 Porteous ·
16 Cooper ·
17 Armstrong ·
18 Morgan ·
19 Conway ·
20 Jack ·
21 Clark ·
22 McCrorie ·
23 McLean ·
24 Taylor ·
25 Forrest ·
26 McKenna ·
Coach: Clarke